# Champagne Tsarine
De Champagne Tsarine is een champagne van het champagnehuis Chanoine Frères in Reims. Het wordt door dit huis als afzonderlijk merk in de handel gebracht. 

## Naamgeving
In 1741 werd de jonge tsarina Elisabeth Petrovna (1709 – 1761), dochter van Peter de Grote en Catharina I, gekroond. Deze blonde vrouw droeg actief bij aan de reputatie van Frankrijk in Rusland, en met name aan de opkomst van de champagnewijnen waar ze zo dol op was. De markies de la Chétardie, de Franse ambassadeur in Pruisen, zorgde er zelfs voor dat de tsarina werd gekroond door haar meer dan 100.000 flessen van de beste Franse wijnen te sturen, waaronder diverse flessen Pierre Chanoine Champagne. 
Ter ere van dit ongelooflijke verhaal creëerde het huis Chanoine Frères 250 jaar later een speciale cuvée, die de naam "Tsarine" kreeg.

## Champagnes
Men verkoopt onder dit etiket negen champagnes:
- Cuvée Premium Brut, een assemblage van 34% chardonnay, 33% pinot meunier en 33% pinot noir.
- Brut Rosé, deze roséchampagne is een assemblage van de drie klassieke druiven in gelijke delen.
- Demi-Sec, een assemblage van de drie klassieke druiven in gelijke delen.
- Extra Brut: heeft een dosage van 3 gr/l en een veroudering van 4 jaar.
- Millésimé, een assemblage van 45% pinot noir, 35% chardonnay en 20% pinot meunier van hetzelfde wijnjaar.
- Premier Cru, geassembleerd uit 65% pinot noir en 35% chardonnay uit premier cru-gemeenten.
- Grand Cru Blanc de Blancs Millésimé. Deze champagne bestaat uitsluitend uit chardonnay van één en hetzelfde jaar uit de grand cru-gemeenten in de Champagne. Een "blanc de blancs" is een witte wijn van witte druiven.
- Tzarina by Adriana is een assemblage van de drie klassieke druiven in gelijke delen.
- Tzarina Brut, bestaat voor gelijke delen uit pinot noir en chardonnay, waarvan de pinot noir op hout heeft gerijpt.

## Trivia
- Tsarine hanteert een duurzame aanpak en minimaliseert de impact op het milieu in elke productiefase, van de wijngaard tot aan de fles.
- De gedraaide fles van Tsarine, geïnspireerd op een antieke karaf, symboliseert de elegantie en originaliteit van het merk. Dit unieke ontwerp weerspiegelt de identiteit van het huis en trekt liefhebbers van uitzonderlijke champagnes aan.[2]